# Seven de Nueva Zelanda
El Seven de Nueva Zelanda fue un torneo masculino de selecciones de rugby 7 que se realiza en Nueva Zelanda desde el año 2000 como parte de la Serie Mundial de Rugby 7. Originalmente se realizaba en el Estadio Westpac de la ciudad de Wellington, y en 2018 se mudó al Estadio Waikato de la ciudad de Hamilton. El torneo es conocido porque numerosos espectadores visten disfraces de diversos tipos, tales como personajes populares.

## Palmarés[2]
| Año  | Sede       | Campeón       | Marcador final | Subcampeón     |
| ---- | ---------- | ------------- | -------------- | -------------- |
| 2000 | Wellington | Fiyi          | 24-14          | Nueva Zelanda  |
| 2001 | Wellington | Australia     | 19-17          | Fiyi           |
| 2002 | Wellington | Sudáfrica     | 17-14          | Samoa          |
| 2003 | Wellington | Nueva Zelanda | 38-26          | Inglaterra     |
| 2004 | Wellington | Nueva Zelanda | 33-15          | Fiyi           |
| 2005 | Wellington | Nueva Zelanda | 31-7           | Argentina      |
| 2006 | Wellington | Fiyi          | 27-22          | Sudáfrica      |
| 2007 | Wellington | Samoa         | 17-14          | Fiyi           |
| 2008 | Wellington | Nueva Zelanda | 22-17          | Samoa          |
| 2009 | Wellington | Inglaterra    | 19-17          | Nueva Zelanda  |
| 2010 | Wellington | Fiyi          | 19-14          | Samoa          |
| 2011 | Wellington | Nueva Zelanda | 29-14          | Inglaterra     |
| 2012 | Wellington | Nueva Zelanda | 24-7           | Fiyi           |
| 2013 | Wellington | Inglaterra    | 24-19          | Kenia          |
| 2014 | Wellington | Nueva Zelanda | 21-0           | Sudáfrica      |
| 2015 | Wellington | Nueva Zelanda | 27-21          | Inglaterra     |
| 2016 | Wellington | Nueva Zelanda | 24-21          | Sudáfrica      |
| 2017 | Wellington | Sudáfrica     | 26-5           | Fiyi           |
| 2018 | Hamilton   | Fiyi          | 24-17          | Sudáfrica      |
| 2019 | Hamilton   | Fiyi          | 38-0           | Estados Unidos |
| 2020 | Hamilton   | Nueva Zelanda | 27-5           | Francia        |
| 2023 | Hamilton   | Argentina     | 14-12          | Nueva Zelanda  |

## Posiciones
Número de veces que las selecciones ocuparon cada posición en todas las ediciones.
| Equipo         | Campeón | 2º puesto |
| -------------- | ------- | --------- |
| Nueva Zelanda  | 10      | 3         |
| Fiyi           | 5       | 5         |
| Sudáfrica      | 2       | 4         |
| Inglaterra     | 2       | 3         |
| Samoa          | 1       | 3         |
| Argentina      | 1       | 1         |
| Australia      | 1       |           |
| Kenia          |         | 1         |
| Francia        |         | 1         |
| Estados Unidos |         | 1         |